# ماشك تهرانتشي (كوركا)
ماشك تهرانتشي (بالفارسية: ماشک تهرانچی) هي قرية تقع في إيران في قسم كورکا الريفي. يقدر عدد سكانها بـ 1,018 نسمة .